# Giants Wrocław
Die Giants Wrocław waren ein American-Football-Verein, der im Jahre 2011 gegründet wurde.  

## Geschichte
Die Giants wurden kurz nach dem Polish Bowl 2011 gegründet als eine Initiative der Vorstandsmitglieder der beiden American-Football-Teams aus Breslau (The Crew und Devils). Das Roster umfasste beinahe alle Spieler der Crew und eine zahlreiche Gruppe der ehemaligen Devils. Die Giants sind ein direkter Nachfolger von The Crew Wrocław, dies berechtigte sie dazu, die beiden Meistertitel aus den Jahren 2008 und 2011 zu behalten. In der Saison 2012 spielten die Giants in der tschechischen Liga CLAF. Im Jahr 2013 wurde von den Giants-Spielern und ehemaligen Devils-Spielern ein neuer Verein gegründet, die Panthers Wrocław.